# Agrostis adamsonii
Agrostis adamsonii é uma espécie de gramínea do gênero Agrostis, pertencente à família Poaceae.